# Anton Huijbers
Anton Huijbers (Nijmegen, 1874 – Gent, 1935) was kapelaan in Oisterwijk van 1903 tot 1920.

## Loopbaan
Huijbers was een fel bestrijder van het socialisme dat in de industrieplaats Oisterwijk, met slecht ontwikkelde sociale verhoudingen, kans op aanhang had. Voorts ageerde hij sterk tegen het alcoholmisbruik, zoals gebruikelijk in die tijd.
Zijn grootste bekendheid verkreeg hij door de oprichting van het Oisterwijkse openluchttheater in 1915, een primeur voor Noord-Brabant. Hij schreef over de geschiedenis van Oisterwijk. Ook ijverde hij voor de oprichting van het standbeeld van Adriaan Poirters. Begin jaren 50 van de 20e eeuw werden er initiatieven ontplooid om ook voor Anton Huijbers een monument op te richten. Dit werd in 1955 door Anton van Duinkerken onthuld.
Blijkbaar was de kapelaan omstreden, want erg gul waren de Oisterwijkers niet met giften voor het beeld, en kort na de onthulling werd het monument nog met zult besmeurd.

## Nagedachtenis
Van 1964 tot en met 1984 werd de Anton Huijbersprijs, provinciale prijs voor Openluchttheater door de provincie Noord-Brabant toegekend.

## Publicatie
- Anton Huijbers, Oud Oisterwijk, 1923.